# Троїцьк (Калманський район)
Тро́їцьк (рос. Троицк) — селище у складі Калманського району Алтайського краю, Росія. Входить до складу Калманської сільської ради.

## Населення
Населення — 638 осіб (2010; 649 у 2002).
Національний склад (станом на 2002 рік):
- росіяни — 92 %